# Ravenwood Fair
Ravenwood Fair war ein Browserspiel und Social Network Game von Lolapps, das von Doom-Schöpfer John Romero (mit-)entworfen wurde. Es wurde am 19. Oktober 2010 auf der Seite des sozialen Netzwerks Facebook veröffentlicht. Schon im ersten Monat hatte das Spiel mehr als 4 Millionen Nutzer. Inhalt des Spiels ist es, einen eigenen virtuellen Jahrmarkt aufzubauen und zu verwalten. Zwischenzeitlich wurde das Spiel bei verschiedenen Netzwerken wie IMVU, Bebo, StudiVZ und ähnlichen angeboten. Am 18. Juli 2013 wurde der Spielbetrieb von Ravenwood Fair eingestellt.

## Spielverlauf
Ziel des Spiels war es, einen virtuellen Jahrmarkt aufzubauen. Dazu mussten Bäume gefällt, Attraktionen, Gebäude und Dekorationen errichtet, Monster abgewehrt und Aufgaben erfüllt werden. Je mehr Attraktionen der Spieler errichtete, desto mehr Besucher zog der Jahrmarkt an und erwirtschaftete entsprechend mehr Einkünfte. Zudem wurde man mit aktiven Spielern, die sich im Facebook-Freundeskreis befanden, verglichen. Später gab es eine Erweiterung zum Spiel namens Ravenstone Mine. Diese findet in einem Bergwerk unter dem Wald von Ravenwood Fair statt und verwendet einen ähnlichen Kunststil und ähnliche Charaktere.
Nach Ravenwood Fair gab es zwei ähnliche Nachfolgespiele von Lolapps namens Ravenskye City und Ravenshire Castle. Zusammen werden diese Spiele als RavenWorld  bezeichnet.
Die Musik zum Spiel wurde von Dren McDonald & Aaron Walz komponiert. Sie wurde, gemeinsam mit der Musik von Ravenskye City und Ravenshire Castle, auf dem Album
The Music of RavenWorld veröffentlicht. Insgesamt neun Titel stammen von Ravenwood Fair und drei von der Erweiterung Ravenstone Mine.

## Rezeption
Laut den Entwicklern hatte das Spiel im Februar 2011 zehn Millionen regelmäßige Nutzer auf Facebook. Im April 2011 hatte das Spiel, mit 11 Millionen aktiven Nutzern auf Facebook, seinen Höchststand erreicht. Danach sanken die Nutzerzahlen allmählich. Auf allen sozialen Netzwerken insgesamt wurde Ravenwood Fair, laut Designer John Romero, von 25 Millionen Nutzern gespielt. 10 Prozent der Nutzer auf Facebook bezahlten zu einem gewissen Zeitpunkt für die App.

### Nominierungen
Das Spiel wurde 2011 von der Academy of Interactive Arts & Sciences als Social Networking Game of the Year für den DICE Award nominiert. Im selben Jahr erhielt es drei Nominierungen für den Game Developers Choice Online Awards: Best Online Game Design, Best Social Network Game und Best Audio for an Online Game.

### Kritik
Bild spielt lobt die „liebevollen Grafiken und Sounds“ sowie die „ausgereifte Spielgeschichte mit vielen, unerwarteten Wendungen und Herausforderungen“.
Christopher Grant von Engadget meint, dass Nutzer das Spiel nicht spielen sollten, wenn sich Sorgen darüber machen würden, dass bestimmte Facebook-Apps ihre persönlichen Daten versehentlich skrupellosen Werbetreibenden preisgeben. Laut Libe Goad von AOL strafte Facebook den Entwickler LOLApps bereits im November 2010 ab, weil dieser zu viele Benutzerinformationen an das Werbenetzwerk und andere Unternehmen weitergegeben habe.